# Liste der Bodendenkmale in Rötha
In der Liste der Bodendenkmale in Rötha sind die Bodendenkmale der Stadt Rötha und ihrer Ortsteile nach dem Stand der Auflistung von Klaus Kroitzsch und Harald Quietzsch aus dem Jahr 1984 aufgelistet. Eventuelle Änderungen und Ergänzungen, insbesondere aus der Zeit nach der Wende, sind nicht berücksichtigt, da für Sachsen aktuell keine neueren allgemein zugänglichen Bodendenkmallisten vorliegen. Die Baudenkmale sind in der Liste der Kulturdenkmale in Rötha aufgeführt.
| Denkmal-ID | Fundart            | Ortsteil      | Bezeichnung                           | Zeitstellung    | Lage                                                                                   | Bemerkungen | Bild |
| ---------- | ------------------ | ------------- | ------------------------------------- | --------------- | -------------------------------------------------------------------------------------- | --- | ---- |
| ?          | Befestigung > Burg | Großpötzschau | Wasserburg „Mahlberg“                 | Mittelalter     | direkt westnordwestlich des Orts, Göselniederung                                       | Turmhügel mit 40 m Durchmesser und 4 m Höhe, umlaufender Graben verflacht und größtenteils trockengelegt, Außenwall, Schutz seit 10. Februar 1936, erneuert 10. Oktober 1958 |      |
| ?          | besonderer Stein   | Kömmlitz      | Steinkreuz                            | Spätmittelalter | westliche Ortslage, südlich der Dorfstraße, westlich des Abzweigs nach Trages          | Schwerteinzeichnung, Schutz seit 3. Juni 1975 |      |
| ?          | Befestigung > Burg | Oelzschau     | Wasserburg                            | Mittelalter     | südlich der östlichen Ortslage, Teichinsel südlich des Guts                            | ovale Insel, Schutz seit 3. Juni 1975 |      |
| ?          | besonderer Stein   | Oelzschau     | Steinkreuz                            | Spätmittelalter | nördlich der Ortsmitte, nordöstlich der Kirche                                         | Füllecken und Einzeichnung einer Klingenwaffe, Schutz seit 15. Dezember 1962                                                                                                 |      |
| ?          | besonderer Stein   | Oelzschau     | Steinkreuz                            | Spätmittelalter | nördlich der Ortsmitte, nordöstlich der Kirche                                         | Schutz seit 15. Dezember 1962 |      |
| ?          | Befestigung > Burg | Rötha         | Wallanlage „Fuchsberg“, „Burgstädtel“ | Slawenzeit      | südsüdwestlich des Orts, Auwald der Pleißeniederung, Nordwestufer des Stausees         | Ringwall als Niederungsburg, zwei Drittel durch Stausee und Flusserosion zerstört, Schutz seit 15. Juni 1938, erneuert 10. Oktober 1958                                      |      |
| ?          | Befestigung > Burg | Rötha         | Wehranlage „Groitzschberg“            | Mittelalter     | südsüdöstlich des Orts, Talkante über der Pleißeniederung                              | Abschnittsbefestigung mit sichelförmigem Wall (kaum erkennbar), Schutz seit 22. Januar 1938, erneuert 10. Oktober 1958                                                       |      |
| ?          | Befestigung > Burg | Rötha         | Wasserburg                            | Mittelalter     | westlicher Ortsrand, westlicher Gutsbereich, an der Stelle des abgebrochenen Schlosses | durch Schloss überbaut, oberflächlich verebnet, Schutz seit 3. Juni 1975 |      |